# Wojna i Pokój (stacja telewizyjna)
Wojna i Pokój – polski kanał telewizyjny należący do ITI Neovision; filmowa stacja prezentująca wyłącznie klasyczne i współczesne dzieła kinematografii radzieckiej i rosyjskiej. Pozycje programowe były nadawane do wyboru z polskim lektorem lub w wersji oryginalnej oraz z możliwością włączenia polskich napisów.

## Historia
Kanał Wojna i Pokój został uruchomiony 17 października 2006 roku i emitował program przez 18 godzin na dobę.
Dyrektorem kanału była Katarzyna Jesień.
1 czerwca 2012 roku została uruchomiona wersja HD stacji. Od tego dnia Wojna i Pokój rozpoczęła dzielenie sygnału w godzinach wieczornych z Sundance Channel, który nadawany jest również w Polsce w wersji całodobowej (początkowo emisja odbywała się w godzinach 18.00–6.00, a od 1 września 2012 od 20.00 do 6.00).
Nadawanie zakończył 5 kwietnia 2013 roku, w związku z fuzją Cyfry+ i n.

## Ramówka
Ramówka stacji oparta była na współczesnych pełnometrażowych produkcjach kina rosyjskiego, której dopełnieniem były obrazy klasyki radzieckiej: seriale, kreskówki i filmy dokumentalne. Żelaznym punktem ramówki była codzienna premiera filmowa o 21.00.
Propozycje filmowe nadawane były w stałych blokach tematycznych:
- Prosto z kina – prezentujący najnowsze produkcje współczesnej rosyjskiej kinematografii,
- Prosto z kina: Debiuty – najnowsze produkcje rosyjskich debiutantów filmowych,
- Perły klasyki – arcydzieła klasyki kina radzieckiego,
- Za kulisami – cykl filmów dokumentalnych poświęconych kulisom produkcji filmowych,
- Cykle specjalne – m.in.: Filmowe oblicza rosyjskiej kontrkultury, Współczesna rosyjska propaganda, Tydzień z rosyjską fantastyką, Bestsellerowe powieści Borisa Akunina na małym ekranie, Szkice do portretu kobiety.

## Nagrody i wyróżnienia
- W listopadzie 2009 roku kanał został nagrodzony nagrodą Hot Bird TV Award w kategorii Cinema (Kino)[1].